# Супервулкан (фильм)
«Супервулкан» (англ. Supervolcano) — британский телевизионный фильм-катастрофа 2005 года. Картина рассказывает о взрыве Йеллоустонской кальдеры в американском Йеллоустонском национальном парке. Один из теглайнов фильма — «Это правдивая история глобальной катастрофы… Просто она ещё не произошла». Премьерный показ ленты состоялся 13 марта 2005 года на телеканале BBC One.

## Сюжет
2020 год, зима. Группа военнослужащих-спасателей в капюшонах откапывают вход в заметённый бывший военный бункер в Колорадо, где обнаруживают ноутбук. В нём есть видеофайл, в котором к людям обращается человек, представившийся как Рик Либерман, сотрудник Геологической службы, научный руководитель вулканической обсерватории в Йеллоустонском парке. У него нет еды и воды, он еле дышит, и к настоящему моменту, вероятно, мёртв. Вот что он рассказывает в своём видео-послании.
2015 год. В Йеллоустонском парке течёт мирная туристическая жизнь. На конференции с журналистами Либерман говорит, что возможность взрыва Йеллоустонской кальдеры составляет 1:600 000. Тем не менее, в парке начинается землетрясение, сходит оползень, на одном из озёр возникает цунами — в результате 9 человек погибают, 43 получают ранения.
Для разбора ситуации к руководству парка приезжают сотрудники агентства по ЧС. Либерман представляет им «худший сценарий»: в случае супер-взрыва будут парализованы почти все США и часть Канады: вулканический пепел разрушит крыши зданий и сооружений; забьётся в лёгкие людям, где превратится в подобие цемента, что приведёт к смерти; будут парализованы аэропорты и пр.
В скором времени взрывается гейзер Норриса: погибает пара рейнджеров парка. Йеллоустонский парк закрыт, жители окружающих городов начинают уезжать от него подальше. Сам Либерман отправляет беременную жену и сына в Лондон. Вскоре он и сам улетает из опасной зоны, но в этот момент начинается супер-извержение, «равное по мощности 1000 Хиросим». Самолёт с трудом выбирается из облака пепла и приземляется на военной базе в Колорадо, где несколько человек прячутся в бункере времён Холодной войны.
Извержение длится третий день, Йелоустон образовал уже почти десяток активных кратеров, сейсмологи присвоили происходящему индекс VEI 8. Уже три четверти США пострадали от вулканического пепла, и облако его продолжает двигаться на восток со скоростью 150 километров в день. Пепел забивается в лёгкие, им отравлены пища и вода, самолёты, поезда, автобусы и автомобили не функционируют, люди умирают миллионами. Выход только один: уходить пешком.
Рик Либерман пешком выводит из опасной зоны «7 300 000 из 25 000 000 человек, оказавшихся в опасной зоне». Через неделю извержение Йеллоустона заканчивается. Его итоги: миллионы людей погибли, 80 % США засыпаны вулканическим пеплом, из которых 20 % не подлежат возвращению к жизни никакими способами.
2020 год. Один из спасателей откидывает капюшон, и выясняется, что это — Рик Либерман, живой и здоровый. Он вернулся сюда, чтобы «воочию увидеть то, что почти произошло», посмотреть на останки Йеллоустонского парка.
В ленте для сравнения несколько раз упоминается Извержение Сент-Хеленс 1980 года.

## В ролях
- Майкл Райли[англ.] — Рик Либерман, сотрудник Геологической службы, научный руководитель вулканической обсерватории в Йеллоустонском парке
- Гэри Льюис — Джок Гэлвин, оператор Геологической службы Йеллоустонского парка
- Шон Джонстон — Мэтт, рейнджер Геологической службы Йеллоустонского парка
- Эдриан Холмс — Дейв
- Дженнифер Коппинг — Нэнси, оператор Геологической службы Йеллоустонского парка
- Ребекка Дженкинс — Венди Рейсс, секретарь агентства по ЧС
- Том Макбет[англ.] — Майкл Элдридж
- Роберт Уисден — Кеннет Уили, автор книги о вулканах и брат Фионы
- Сьюзан Дюрден[англ.] — Фиона Либерман, жена Рика и сестра Кеннета
- Джейн Маклин — Мэгги Чин, тележурналистка
- Сэм Чарльз — Уильям Либерман
- Кевин Макналти[англ.] — Джо Фостер, министр внутренней безопасности США
- Эми Аник — Джонсон
- Гарвин Сэнфорд[англ.] — Боб Мэнн
- Шела Митчелл — мать Фионы
- Джоанна Гослинг — в роли самой себя

## Номинации
- 2005 — Прайм-таймовая премия «Эмми» в категории «Лучшие спецэффекты»
- 2006 — British Academy Television Awards в категории «Лучшие спецэффекты»